# Appalachen-bossalamander
De Appelachen-bossalamander (Plethodon jordani) is een amfibie uit de familie longloze salamanders (Plethodontidae). De soort werd voor het eerst wetenschappelijk beschreven door Willis Stanley Blatchley in 1901.

## Uiterlijke kenmerken
Dit dier heeft een lang, slank lichaam, een grote kop met uitpuilende ogen en meestal rode vlekken op dijen en wangen. Bij de staart bevinden zich klieren, die een onwelriekende en onsmakelijke stof afscheiden. De lichaamslengte bedraagt 8,5 tot 18,5 cm.

## Leefwijze
Het voedsel van deze nachtactieve dieren bestaat uit miljoenpoten, kevers en insectenlarven. Beide geslachten zijn erg territoriaal ingesteld. Bij bedreiging scheiden ze een vies smakende stof uit. Worden ze aangevallen door een predator, dan werpen ze de staart af.

## Verspreiding en leefgebied
De Appelachen-bossalamander komt voor in de oostelijke Verenigde Staten in de zuidelijke Appalachen.